# York (Alabama)
York é uma cidade localizada no estado americano de Alabama, no Condado de Sumter.

## Demografia
Segundo o censo americano de 2000, a sua população era de 2854 habitantes. 
Em 2006, foi estimada uma população de 2596, um decréscimo de 258 (-9.0%).

## Geografia
De acordo com o United States Census Bureau, a localidade tem uma área de 18,3 km², sem área coberta por água. York localiza-se a aproximadamente 104 m acima do nível do mar.

## Localidades na vizinhança
O diagrama seguinte representa as localidades num raio de 40 km ao redor de York. 